# Granulocytos
Inom medicin avser granulocytos närvaron av ett ökat antal granulocyter i blodet. Dessa är en kategori av vita blodkroppar. Ofta avser ordet ett ökat neutrofilt granulocytantal, eftersom neutrofiler är de mest vanliga granulocyterna.

## Orsaker
Granulocytos kan vara en egenskap hos ett antal sjukdomar:
- Infektion, särskilt bakteriell
- Malignitet, särskilt leukemi (det är huvuddragen i kronisk myeloisk leukemi)
- Autoimmun sjukdom